# 저니맨 외인구단
저니맨 외인구단(Journeyman Baseball Team)은 독립 야구단으로 고양 원더스, 연천 미라클 이후 3번째로 창단을 선포한 독립 야구단이다. 연천 미라클과 독립야구연맹(리그)을 출범시켜 독립구단과 소속 선수들의 권익을 도모하기로 합의하였다. 초대 감독은 최익성이며 현재 대표이사 겸 구단주로 있으며 모기업은 (주)저니맨스포츠, 저니맨 야구육성사관학교이다.

## 역대 감독
| 대수 | 이름   | 재임 기간                          |
| ---- | ------ | ---------------------------------- |
| 1대  | 최익성 | 2017년 4월 24일 ~ 2017년 12월 19일 |
| 2대  | 김상현 | 2017년 12월 19일 ~ 2018년 5월      |
| 대행 | 위재영 | 2018년 5월 16일 ~ 2018년 10월 17일 |
| 3대  | 김민기 | 2018년 10월 17일 ~ 현재            |

## 프로 진출 선수

### 2017년
- 이효준 (NC 다이노스 재입단)

## 역대 외국인 선수
2018년
- 라몬 울라시오 (투수)
- 프란시스코 로사리오 (투수)

## 대한민국의 독립구단 목록
- 파주 챌린저스
- 연천 미라클
- 고양 원더스
- 성남 맥파이스
- 가평 웨일스
- 포천 몬스터
- 수원 파인이그스

### 해체된 독립구단
- 고양 원더스 (2011-2014) (2014년 해체)
- 수원 로보츠 (2018년 해체)
- 용인 스텔스 (2018년 해체)
- 저니맨 외인구단 (2019년 해체)
- 양주 레볼루션 (2019년 해체)
- 성남 블루팬더스 (2019년 해체)
- 용인시 빠따형 독립야구단 (2020년 해체)
- 의정부 신한대학교 피닉스 (2020년 해체)
- 스코어본 하이에나들 (2021년 해체)